# 55e Primetime Emmy Awards
De 55e Primetime Emmy Awards, waarbij prijzen werden uitgereikt in verschillende categorieën voor de beste Amerikaanse televisieprogramma's die in primetime werden uitgezonden tijdens het televisieseizoen 2002-2003, vond plaats op 21 september 2003 in het 	Shrine Auditorium in Los Angeles, Californië.

## Winnaars en nominaties - televisieprogramma's
(De winnaars staan bovenaan in vet lettertype.)

#### Dramaserie
(Outstanding Drama Series)
- The West Wing
  - 24
  - CSI: Crime Scene Investigation
  - Six Feet Under
  - The Sopranos

#### Komische serie
(Outstanding Comedy Series)
- Everybody Loves Raymond
  - Curb Your Enthusiasm
  - Friends
  - Sex and the City
  - Will & Grace

#### Miniserie
(Outstanding Mini Series)
- Taken
  - Hitler: The Rise of Evil
  - Napoléon

#### Televisiefilm
(Outstanding Made for Television Movie)
- Door to Door
  - Homeless to Harvard: The Liz Murray Story
  - Live From Baghdad
  - My House in Umbria
  - Normal

#### Varieté-, Muziek- of komische show
(Outstanding Variety, Music or Comedy Series)
- The Daily Show with Jon Stewart
  - Late Night with Conan O'Brien
  - Late show with David Letterman
  - Saturday Night Live
  - The Tonight Show with Jay Leno

#### Reality competitie
(Outstanding Reality-Competition Program)
- The Amazing Race
  - American Idol
  - The Apprentice
  - Last Comic Standing
  - Survivor

## Winnaars en nominaties - acteurs

### Hoofdrollen

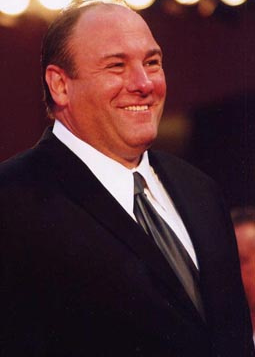
James Gandolfini (The Sopranos), winnaar mannelijke hoofdrol in een dramaserie

#### Mannelijke hoofdrol in een dramaserie
(Outstanding Lead Actor in a Drama Series)
- James Gandolfini als Tony Soprano in The Sopranos
  - Michael Chiklis als Vic Mackey in The Shield
  - Peter Krause als Nate Fisher in Six Feet Under
  - Martin Sheen als Josiah Bartlet in The West Wing
  - Kiefer Sutherland als Jack Bauer in 24

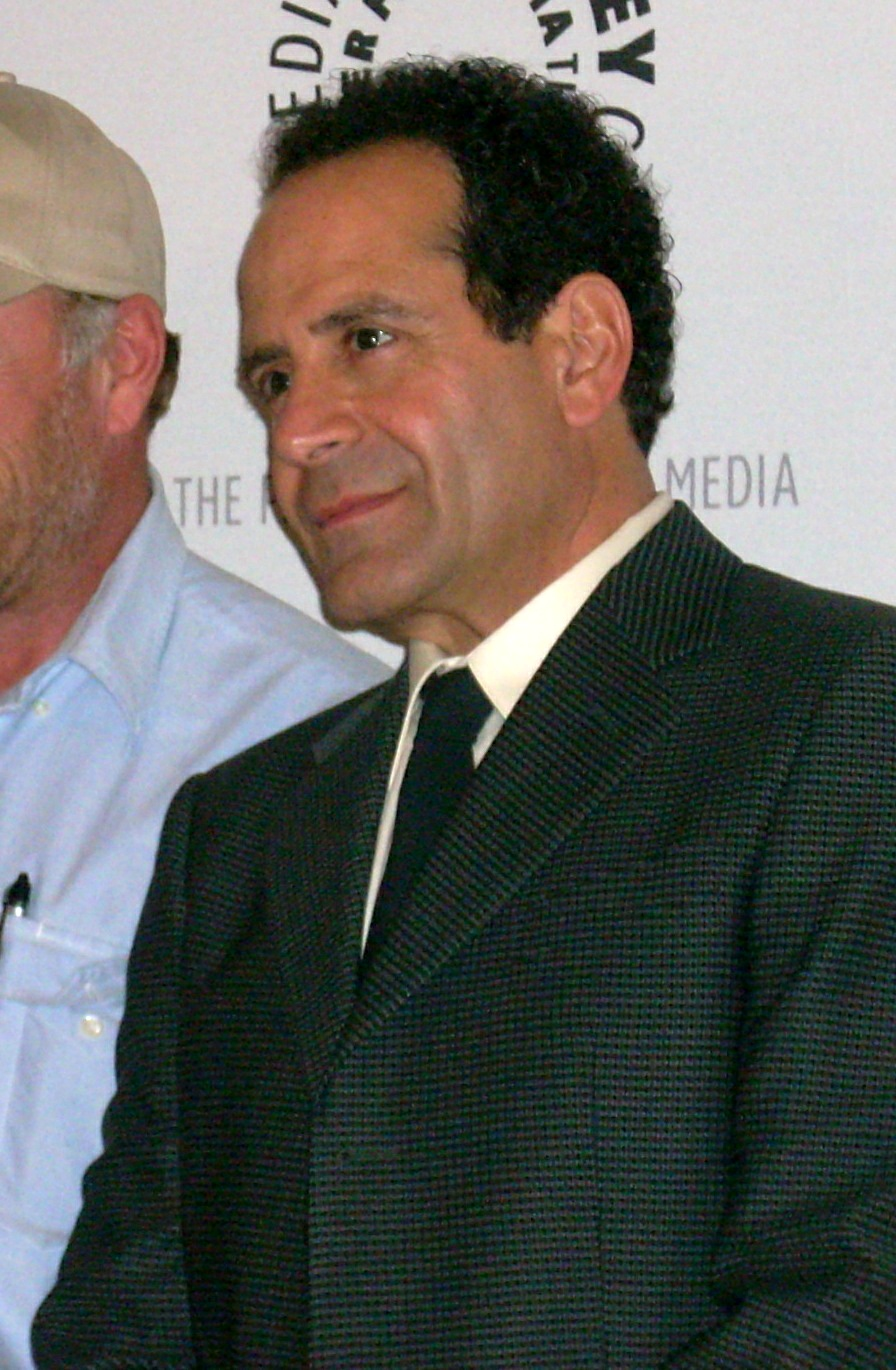
Tony Shalhoub (Monk), winnaar mannelijke hoofdrol in een komische serie

#### Mannelijke hoofdrol in een komische serie
(Outstanding Lead Actor in a Comedy Series)
- Tony Shalhoub als Adrian Monk in Monk
  - Larry David als Larry David in Curb Your Enthusiasm
  - Matt LeBlanc als Joey Tribbiani in Friends
  - Bernie Mac als Bernie McCullough in The Bernie Mac Show
  - Eric McCormack als Will Truman in Will & Grace
  - Ray Romano als Ray Barone in Everybody Loves Raymond

#### Mannelijke hoofdrol in een miniserie of televisiefilm
(Outstanding Lead Actor in a Miniseries or Movie)
- William H. Macy als Bill Porter in Door to Door
  - Brad Garrett als Jackie Gleason in Gleason
  - Tom Wilkinson als Roy in Normal
  - Paul Newman als Stage Manager in Our Town
  - James Woods als Rudy Giuliani in Rudy: The Rudy Giuliani Story

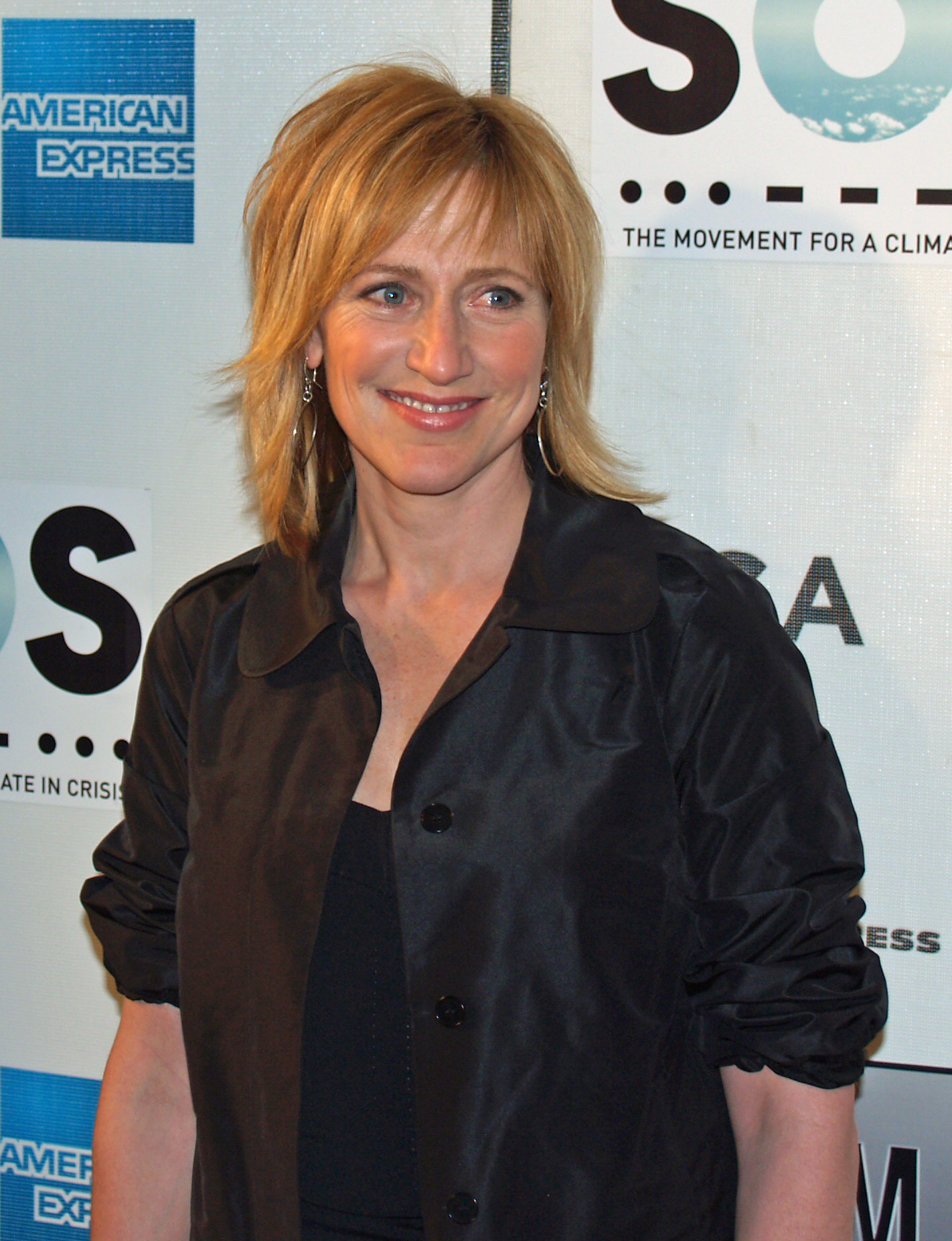
Edie Falco (The Sopranos), winnaar vrouwelijke hoofdrol in een dramaserie

#### Vrouwelijke hoofdrol in een dramaserie
(Outstanding Lead Actress in a Drama Series)
- Edie Falco als Carmela Soprano in The Sopranos
  - Jennifer Garner als Sydney Bristow in Alias
  - Marg Helgenberger als Catherine Willows in CSI: Crime Scene Investigation
  - Frances Conroy als Ruth Fisher in Six Feet Under
  - Allison Janney als C.J. Cregg in The West Wing

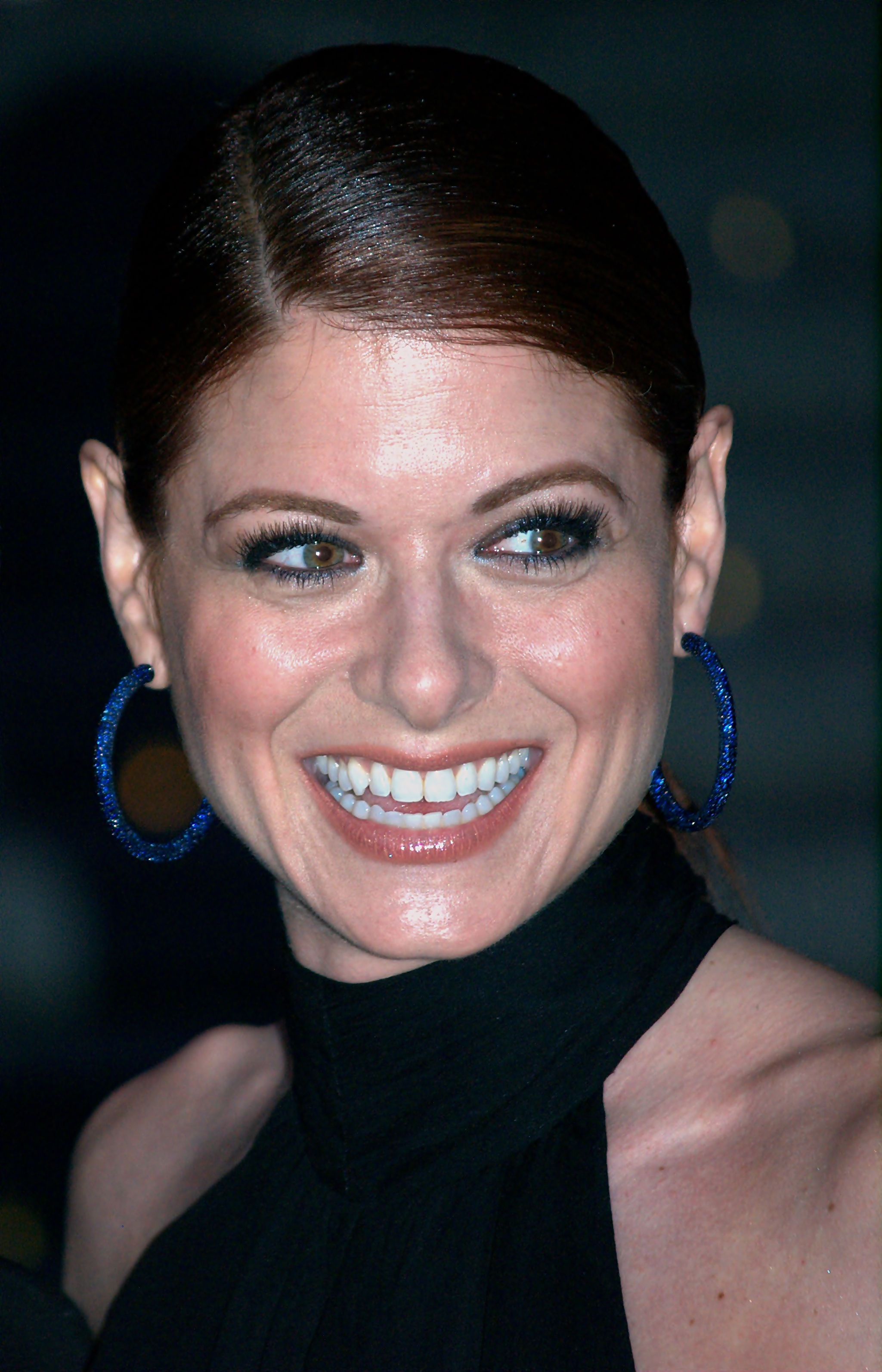
Debra Messing (Will & Grace), winnaar vrouwelijke hoofdrol in een komische serie

#### Vrouwelijke hoofdrol in een komische serie
(Outstanding Lead Actress in a Comedy Series)
- Debra Messing als Grace Adler in Will & Grace
  - Patricia Heaton als Debra Barone in Everybody Loves Raymond
  - Jennifer Aniston als Rachel Green in Friends
  - Jane Kaczmarek als Lois Wilkerson in Malcolm in the Middle
  - Sarah Jessica Parker als Carrie Bradshaw in Sex and the City

#### Vrouwelijke hoofdrol in een miniserie of televisiefilm
(Outstanding Lead Actress in a Miniseries or a Movie)
- Maggie Smith als Mrs. Delahunty in My House in Umbria
  - Thora Birch als Liz Murray in Homeless to Harvard: The Liz Murray Story
  - Helena Bonham Carter als Ingrid Formanek in Live From Baghdad
  - Jessica Lange als Irma in Normal
  - Helen Mirren als Karen Stone in The Roman Spring of Mrs. Stone

### Bijrollen

#### Mannelijke bijrol in een dramaserie
(Outstanding Supporting Actor in a Drama Series)
- Joe Pantoliano als Ralph Cifaretto in The Sopranos
  - Victor Garber als Jack Bristow in Alias
  - Michael Imperioli als Christopher Moltisanti in The Sopranos
  - Bradley Whitford als Josh Lyman in The West Wing
  - John Spencer als Leo McGarry in The West Wing

#### Mannelijke bijrol in een komische serie
(Outstanding Supporting Actor in a Comedy Series)
- Brad Garrett als Robert Barone in Everybody Loves Raymond
  - Peter Boyle als Frank Barone in Everybody Loves Raymond
  - John Mahoney als Martin Crane in Frasier
  - David Hyde Pierce als Niles Crane in Frasier
  - Bryan Cranston als Hal in Malcolm in the Middle
  - Sean Hayes als Jack McFarland in Will & Grace

#### Mannelijke bijrol in een miniserie of televisiefilm
(Outstanding Supporting Actor in a Miniseries or Movie)
- Ben Gazzara als Nick in Hysterical Blindness
  - Peter O'Toole als Paul von Hindenburg in Hitler: The Rise of Evil
  - Chris Cooper als Thomas Riversmith in My House in Umbria
  - John Malkovich als Charles Maurice de Talleyrand-Périgord in Napoléon
  - Alan Arkin als Harry Rowen in The Pentagon Papers

#### Vrouwelijke bijrol in een dramaserie
(Outstanding Supporting Actress in a Drama Series)
- Tyne Daly als Maxine Gray in Judging Amy
  - Lena Olin als Irina Derevko in Alias
  - Lauren Ambrose als Claire Fisher in Six Feet Under
  - Rachel Griffiths als Brenda Chenowith in Six Feet Under
  - Stockard Channing als Abbey Bartlet in The West Wing

#### Vrouwelijke bijrol in een komische serie
(Outstanding Supporting Actress in a Comedy Series)
- Doris Roberts als Marie Barone in Everybody Loves Raymond
  - Cheryl Hines als Cheryl David in Curb Your Enthusiasm
  - Cynthia Nixon als Miranda Hobbes in Sex and the City
  - Kim Cattrall als Samantha Jones in Sex and the City
  - Megan Mullally als Karen Walker in Will & Grace

#### Vrouwelijke bijrol in een miniserie of televisiefilm
(Outstanding Supporting Actress in a Miniseries or Movie)
- Gena Rowlands als Virginia in Hysterical Blindness
  - Kathy Baker als Gladys in Door to Door
  - Helen Mirren als Irene Porter in Door to Door
  - Juliette Lewis als Beth in Hysterical Blindness
  - Anne Bancroft als Contessa in The Roman Spring of Mrs. Stone

### Gastrollen

#### Mannelijke gastrol in een dramaserie
(Outstanding Guest Actor in a Drama Series)
- Charles S. Dutton als Chet Collins in Without a Trace
  - Don Cheadle als Paul Nathan in ER
  - James Whitmore als Mister Sterling, Sr. in Mister Sterling
  - James Cromwell als George Sibley in Six Feet Under
  - Matthew Perry als Joe Quincy in The West Wing
  - Tim Matheson als John Hoynes in The West Wing

#### Mannelijke gastrol in een komische serie
(Outstanding Guest Actor in a Comedy Series)
- Gene Wilder als  Mr. Stein in Will & Grace
  - Fred Willard als  Hank in Everybody Loves Raymond
  - Hank Azaria als  David in Friends
  - Jonathan Winters als  Q.T. Marlens in Life with Bonnie
  - David Duchovny als  Johnny Volcano in Life with Bonnie

#### Vrouwelijke gastrol in een dramaserie
(Outstanding Guest Actress in a Drama Series)
- Alfre Woodard als Denise Freeman in The Practice
  - Sally Field als Maggie Wyczenski in ER
  - Tovah Feldshuh als Danielle Melnick in Law & Order
  - Barbara Barrie als Paula Haggerty in Law & Order: Special Victims Unit
  - Kathy Bates als Bettina in Six Feet Under
  - Farrah Fawcett als Mary Gressler in The Guardian

#### Vrouwelijke gastrol in een komische serie
(Outstanding Guest Actress in a Comedy Series)
- Christina Applegate als Amy Green in Friends
  - Betty Garrett als Molly Firth in Becker
  - Georgia Engel als Pat in Everybody Loves Raymond
  - Cloris Leachman als Ida in Malcolm in the Middle
  - Betty White als Sylvia in Yes, Dear